# 井田朱音
井田 朱音（いだ あかね、1981年〈昭和56年〉11月29日 - ）は、神奈川県出身のフリーアナウンサー・気象キャスター。酉年。愛称は「いだっち」。

## 略歴
- 2002年：在学中よりモデル活動しながら産能短期大学を卒業する。
- 2002年 - 2004年：スバルスターズとして活動する。
- 2004年 - 2007年：ホリプロアナウンス室に所属する。
- 2005年4月 - 2008年5月：ウェザーニューズで気象キャスターとして気象番組を担当する。
- 2012年1月13日：ウェザーニューズが運営する気象情報番組「SOLiVE24」で再び気象キャスターとして活動する[1][2][3]。
- 2017年10月27日：第三子出産に伴う産休の為、この日のSOLiVE ナイトをもってSOLiVE24を卒業[4][5][6]。
- 2019年9月: AI casting ＆ co.に所属、ニューズ・オプエドのアシスタントとして活動再開。
- 2021年:「深沢朱音」（ふかざわあかね）に改名。
- 2021年12月3日:「第12回国民的美魔女コンテスト」最終選考会にてWEB賞に選出[7]。

・2023年11月:BESTBODYJAPANモデルジャパン部門総合優勝。
・2024年度BESTBODYJAPAN日本代表。

## 出演番組

### 現在
- ニューズ・オプエド（アシスタント）

### 過去
- はぴひる!（TBSテレビ）
- STEPPIN'NEW（TOKYO FM）

SOLiVE24
- weathernews LiVE（2011年12月16日）[8][9]
- SOLiVE ナイト（毎週金曜日23時 - 25時）[注釈 1]
- その他の時間帯にも出演の場合あり。

インターネットラジオ
- ウェザーニュースNG vol.260[10][11]